# Brothers & Sisters EP
Brothers & Sisters EP to drugi minialbum rockowej grupy Coldplay, wydany w 1999 roku. Album został nagrany w ciągu zaledwie 4 dni. Nastrojowa piosenka „Easy to Please” została wzbogacona nowym efektem dźwiękowym – odgłosami deszczu, uzyskanymi poprzez wystawienie mikrofonów na zewnątrz studia w deszczowy dzień. W obiegu istnieje tylko 2500 oryginalnych egzemplarzy płyty.

## Lista utworów
1. „Brothers & Sisters”
2. „Easy to Please”
3. „Only Superstition”